# 柳生氏
柳生氏（やぎゅうし）は、武家・華族だった日本の氏族。柳生宗矩が徳川秀忠・徳川家光の剣法指南役として台頭して柳生藩主となり、維新後、華族の子爵に列する。

## 歴史

### 出自
新井白石が作成した系譜の『藩翰譜』（または後世の『寛政重修諸家譜』）によると、柳生氏の姓は菅原姓とされ、菅原道真が祖先とも言われている。明治時代の宗族制においても、柳生藩主家は菅原氏後裔（第39類）とされている。一方で、現代の尾張柳生家は平氏を称している。使用の家紋は「地楡に雀」、替紋に「柳生笠」。
実際の柳生氏の事項が明らかになるのは、南北期の播磨守永珍（別名：宗珍、大膳亮永家の子とされる）の頃からで、柳生家の家譜である『玉栄拾遺』によると、元弘3年（1331年）に、南朝方として、六波羅探題の北条仲時・時益の軍勢と戦った永珍は戦功によって、後醍醐天皇から賜った大和国小楊生庄（大楊生庄とも）の領主となり、柳生氏と名乗ったことから始まるとされる（ただし、『玉栄拾遺』の記述自体も伝承の域を出ないという）。
柳生家の発祥地は大和国添上郡柳生郷（現在の奈良市柳生地区）で、大和国北部にある。また「楊生」・「夜岐布」・「夜支布」・「養父」とも記され、いずれも「やぎふ（やぎう）」と訓むという。
戦国期に、上泉信綱から新陰流を相伝された柳生宗厳（石舟斎）は、永珍（宗珍）から8代目の子孫に当たる人物である。

### 大名への出世
室町時代の柳生氏の動向は殆ど不明であり、木沢長政や筒井順昭に属する小領主にすぎなかった。しかし永禄2年（1559年）松永久秀の大和侵攻を機に柳生宗厳が久秀に仕官すると、宗厳は久秀の取次を務めるなど信頼を深めていく。久秀が織田信長と同盟を結ぶと、外部の信長からも認知される存在となり、久秀の下で興福寺在陣衆を指揮するなど松永軍の軍事的基盤にもなる。しかし天正5年（1577年）に久秀が織田信長と争って滅亡すると、代わって大和を守護した筒井順慶にも従わず、縁の深い十市遠長と結託した（『多聞院日記』）。さらに豊臣秀吉の太閤検地によって隠田の罪で2,000石の所領を没収されるなど、次第に落ちぶれていった。

領主として没落する一方で、宗厳は上泉より相伝を受けた剣豪として名声を得て、その門下には毛利輝元などの大名も名を連ねた。文禄3年（1594年）5月3日には、黒田長政の仲介により当時秀吉に次ぐ実力者であった徳川家康と面会し、家康の前で「無刀取り」を披露したことにより、兵法指南役に迎えたいと申し出を受ける。宗厳は当時、すでに66歳という老齢だったため、これを辞退し代わりに、五男の柳生宗矩を指南役として推挙したのである。そのことが、『玉栄拾遺』にも詳細に記されている。
なにはともあれ、信長・秀吉時代に落ちぶれた柳生氏は、家康時代に再び世に出ることとなったのである。

### 宗矩の台頭
宗矩は宗厳の五男である。宗矩が徳川氏に仕えていたのは、長男の柳生厳勝は久秀配下として筒井順慶と戦ったとき、鉄砲により戦傷を負い、次男の柳生久斎と三男の柳生徳斎は僧侶となり、四男の柳生五郎右衛門は中村一氏に仕官していたからである。
家康の下、宗矩は、大いに活躍した。慶長5年（1600年）の関ヶ原の戦いでは家康の命を受けて大和の豪族の調略に従事し、西軍の後方攪乱作戦も務めた。翌年、その功績により旧領2,000石に加えて新たに1,000石を加増され、徳川秀忠の兵法指南役となる。宗矩は秀忠からの信任が厚かったと言われている。慶長19年（1614年）の大坂冬の陣では徳川軍の大和国の道案内役を務め、翌年の大坂夏の陣では秀忠の身辺警護を務め、敵兵7名を斬殺した。
元和7年（1621年）からは徳川家光の兵法指南役となり、寛永6年（1629年）には従五位下但馬守を叙任する。寛永9年（1632年）には井上政重らと共に惣目付（後の大目付）に任じられ、3,000石を加増された。寛永13年（1636年）には4,000石を加増され、合計1万石の大名となる（柳生藩）。寛永19年（1639年）にも2,000石、翌年にも500石を加増され、合計して1万2,500石を領する大名となった。
宗矩と同時期に将軍家の兵法指南役であった一刀流の小野忠明（御子神典膳）の所領は600石ほどであった。一方の宗矩は家康・秀忠・家光の徳川三代に仕えて大名にまで栄進したのだから、相当の信任を受けていたことがうかがえる。

### 柳生藩
宗矩の死後、遺領は3人の息子（三厳、宗冬、列堂義仙）によって分知されたため、柳生氏は一代で旗本に戻るが、三厳の死後に家督を相続した宗冬の代に再び大名に復帰する。以後、明治維新まで柳生藩を領した。しかし藩主が江戸に定府していたこともあって、城下の発展はあまり見られなかった。
宗家の他に、尾張藩に仕えた宗矩の甥の柳生利厳（兵庫助）の系統（尾張柳生）がある。

### 明治以降
最後の柳生藩主柳生俊郎は、明治2年（1869年）6月の版籍奉還で柳生藩知事に転じるとともに華族に列し、明治4年（1871年）の廃藩置県まで藩知事を務めた。
版籍奉還の際に定められた家禄は現米で571石。明治9年の金禄公債証書発行条例に基づき家禄の代わりに支給された金禄公債の額は1万9846円70銭8厘（華族受給者中228位）。当時の俊郎の住居は東京府北豊島郡金杉村。
華族令施行後の1884年（明治17年）7月8日に旧小藩知事事として俊郎が子爵位が授けられた。
俊郎は大正4年に隠居し、婿養子（小笠原長守の三男）の俊久が子爵位を継承。彼は歩兵大佐まで昇進した陸軍軍人であり、退役後には貴族院の子爵議員に選出された。昭和前期の柳生子爵家の住居は東京市渋谷区代々木にあった。
昭和16年に俊久が死去した後、息子の重五が子爵位を継承した。
一方、尾張柳生家は、新陰流の正統な道統を継ぐ立場として現在も新陰流宗家を称している。

## 系譜
凡例
1. 実線は実子、点線は養子
2. 数字は宗家家督継承順。括弧内の数字は藩主継承順。ローマ数字は尾張柳生家督継承順。
3. 太字は柳生藩主。斜体は尾張柳生家当主。